# Mo Yan

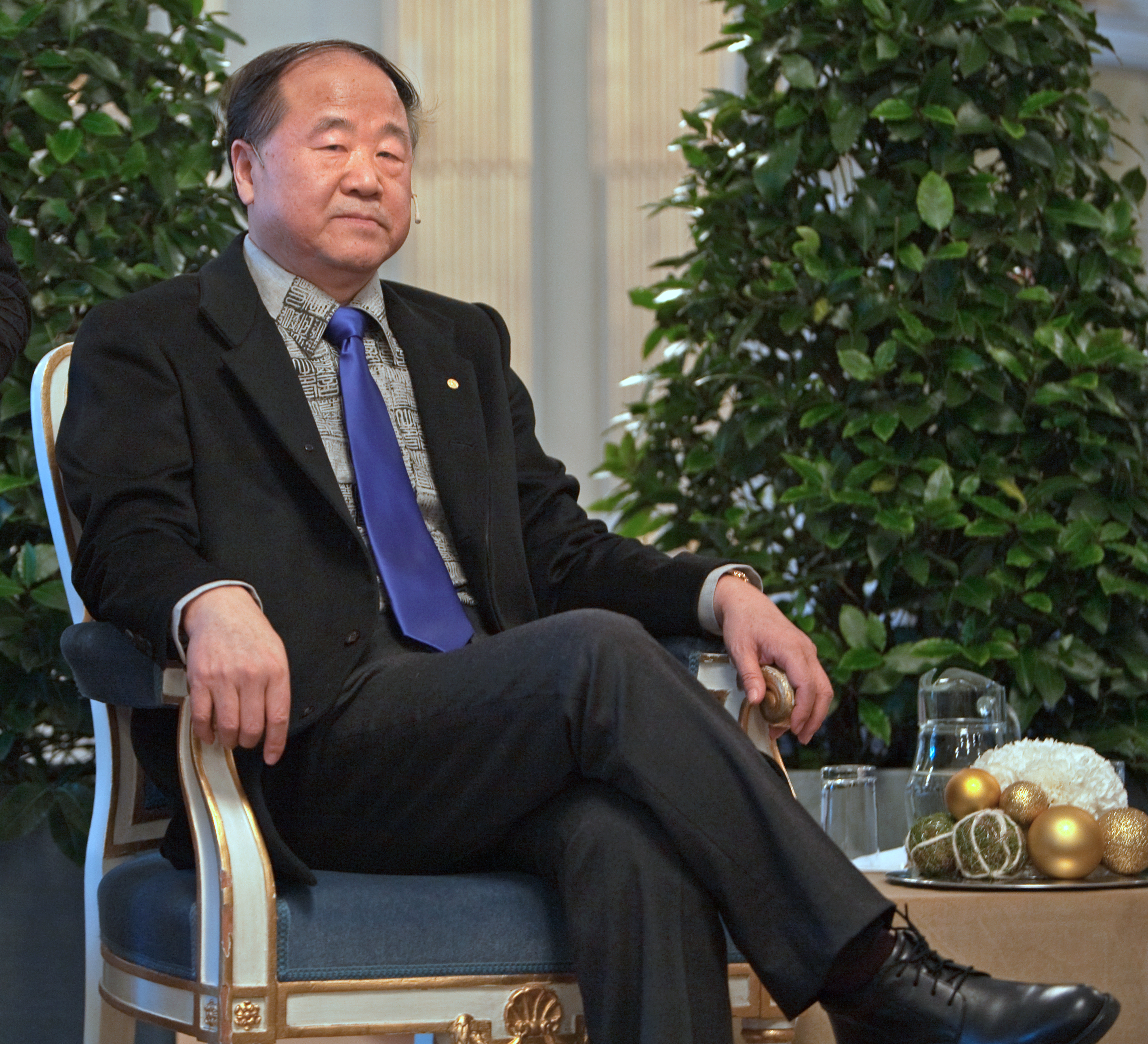
Mo Yan i Stockholm 2012

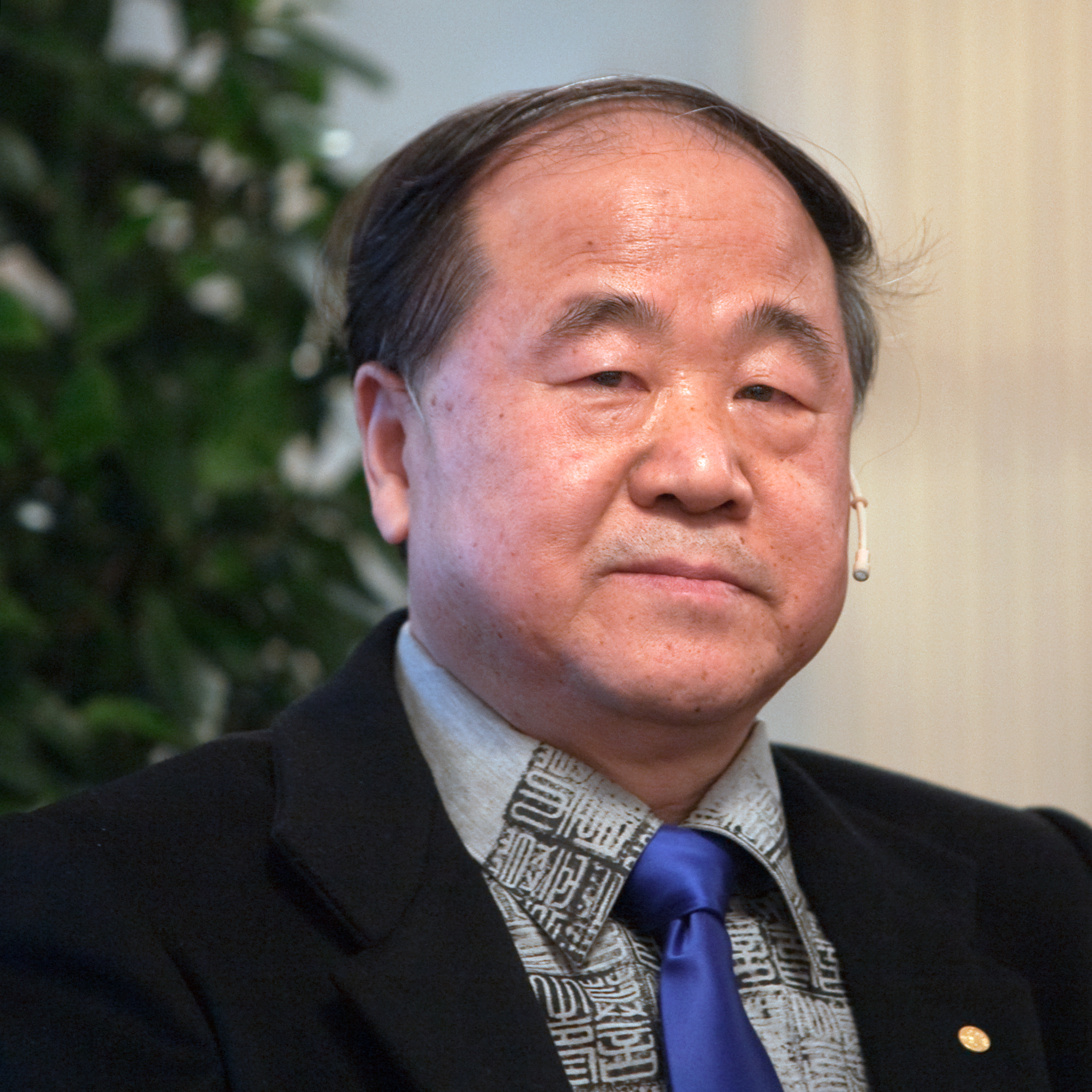
Mo Yan i Stockholm 2012

Mo Yan (莫言, pinyin: Mò Yán) är författarnamn för den kinesiske författaren Guan Moye, född 17 februari 1955 i Gaomi, Shandong. Pseudonymen betyder "Tala inte". 1976 tog han värvning i Folkets befrielsearmé och började skriva sina första texter som soldat. Mo Yans verk har liknats vid magisk realism och utspelas i hans hemprovins Shandong.
I väst blev Mo Yan först känd som författare till romanen Det röda fältet, som filmatiserades av regissören Zhang Yimou 1987 med Gong Li i en av huvudrollerna. Hans verk har översatts till fler än tolv språk; ett flertal av hans böcker finns på svenska utgivna av Bokförlaget Tranan, i översättning av bl.a. Anna Gustafsson Chen. Franska är det språk han översatts till mest, med 18 böcker 2012. Mo Yan tilldelades Nobelpriset i litteratur 2012 med motiveringen att han "med hallucinatorisk skärpa förenar saga, historia och samtid".

## Liv och gärning
Guan Moye föddes 1955 i en socken i den nordöstra delen av Gaomi i provinsen Shandong i östra Kina. Under kulturrevolutionen tvingades han sluta skolan eftersom hans släktingar tillhört den jordägande klassen. Han fick därför börja arbeta på fabrik efter bara fem års skolgång och växte upp utan större tillgång till litteratur. Den rika berättartraditionen bland områdets bönder gjorde i stället tidigt intryck. När han var 21 år lämnade han landsbygden för att söka ett bättre liv. Trots sin klassbakgrund lyckades han ta värvning i Folkets befrielsearmé och fick därigenom möjlighet att studera på universitet. Inom armén arbetade han på en enhet för kulturverksamhet och senare som lärare. Han lämnade armén 1997.
Han tog pseudonymen Mo Yan ("Tala inte") och publicerades för första gången 1981. Genombrottet kom med hans andra roman, Det röda fältet från 1987, som utspelar sig på ett destilleri för durrabrännvin. Boken nådde också utomlands, mycket tack vare Zhang Yimous filmatisering från samma år, som vann Guldbjörnen vid Filmfestivalen i Berlin.
Mo Yan räknas som en av den kinesiska samtidslitteraturens mest framträdande författare. Hans böcker släpps på hemmamarknaden i upplagor på omkring 200 000 exemplar och han har översatts till många språk. Flera av hans böcker behandlar samhälleliga teman och riktar kritik mot Kinas kommunistmyndigheter, både i historiskt perspektiv och i fråga om samtiden. Mo Yan är dock fortsatt själv medlem i Kinas kommunistiska parti med motiveringen att det skulle väcka onödiga frågor och uppseende om han gick ur. År 2012 bidrog Mo Yan med en sida till en jubileumsbok, som med handskrifter från sammanlagt 100 författare återgav ett tal om kulturpolitik hållet av Mao Zedong i Yan'an 70 år tidigare. I talet kräver Mao bland annat att litteraturen ska vara partisk till kommunistpartiets favör. Mo Yan har kritiserats för detta av kinesiska dissidentförfattare som menar att talet var starten på förtrycket av de intellektuella och det fria ordet i Kina.
I februari 2013 valdes Mo Yan in i Kinesiska folkets politiskt rådgivande konferens.

## Författarskap
Mo Yan debuterade 1981 och fick sitt genombrott 1986 med kortromanen Touming de hong luobo. Det stora genombrottet kom med Det röda fältet (1987) där olika berättelser om banditväsende, japansk ockupation och fattigdom på den kinesiska landsbygden under 1920- och 1930-talet vävs ihop. Vitlöksballaderna (1988) och den satiriska Jiuguo (1992) är starkt kritiska skildringar av det samtida kinesiska samhället. Fengrun Feitun (1996) är en historisk krönika om 1900-talet i Kina skildrat genom en enskild familj. I Ximen Nao och hans sju liv (2006) berättar han med svart humor om vardagsliv och omvälvningar i Kina efter revolutionen 1949. Hans senaste roman Wa (2009) behandlar konsekvenserna av ettbarnspolitiken. Mo Yan har även publicerat åtskilliga noveller och essäer.
Mo Yans romaner präglas av en slags magisk realism som väver ihop fantasi och verklighet och utspelar sig alla i hans hemprovins. Hans författarskap har jämförts med författare som Gabriel García Márquez och William Faulkner.